# Elena Satine
Elena Marié Satine (en georgiano: ელენა სატინი; Tiflis, 24 de noviembre de 1987) es una actriz georgiana-estadounidense, conocida por haber interpretado a Lorelei en Agents of S.H.I.E.L.D. y a Louise Ellis-Ross en Revenge.

## Biografía
Nació en Tiflis (por entonces parte de la República Socialista Soviética de Georgia, actual Georgia). Su madre fue cantante de ópera, actriz y modelo y su padre trabajaba en la industria textil. A los 7 años, Elena y su familia se mudaron a Sochi. En 1998, mientras acompañaba a su madre en un viaje de negocios, Satine se coló a una audición para la Professional Performing Arts School y obtuvo su admisión en el acto. Después de convencer a sus padres para que la dejaran estudiar en Estados Unidos, se trasladó a Nueva York, y se graduó de la PPAS a los 16 años. Posteriormente, continuó sus estudios dramáticos y recibió un Diploma de Especialista en Actuación Arte después de cuatro años de estudio en la Escuela de Teatro de Arte de Moscú, Rusia, y más tarde obtuvo varias becas internacionales en la Real Academia de Arte Dramático de Londres, Inglaterra.
Satine y el vocalista The All-American Rejects Tyson Ritter se comprometieron en abril de 2013 y contrajeron nupcias en 31 de diciembre de ese mismo año.

### Carrera
Debutó en un episodio de Cold Case interpretando a una cantante rusa. Otros créditos incluyen participaciones como estrella invitada en series tales como Gemini Division, Melrose Place, Smallville, NCIS y Matador.
En 2012, fue elegida para interpretar a Judi Silver en Magic City.
En 2014, obtuvo una participación especial en Marvel's Agents of S.H.I.E.L.D., donde interpretó a Lorelei. Ese mismo año, fue elegida para dar vida de forma recurrente a Louise Ellis en la cuarta temporada de Revenge. Poco después, ascendió al elenco principal de la misma.

## Filmografía
| Cine       | Cine                               | Cine                     | Cine                                                                 |
| Año        | Película                           | Rol                      | Notas                                                                |
| ---------- | ---------------------------------- | ------------------------ | -------------------------------------------------------------------- |
| 2007       | Ripple Effect                      | Sophia                   |                                                                      |
| 2007       | Holier Than Thou                   | Ainka                    | Cortometraje                                                         |
| 2008       | Bar Starz                          | Starlet                  |                                                                      |
| 2009       | Don't Look Up                      | Anca                     |                                                                      |
| 2009       | The Harsh Life of Veronica Lambert | Penelope                 |                                                                      |
| 2009       | Adventures in Online Dating        | Christine                | Cortometraje                                                         |
| 2011       | Just Go with It                    | Christine                |                                                                      |
| 2014       | Beautiful Now                      | Jaki                     |                                                                      |
| 2014       | Outlaw                             | Elena                    |                                                                      |
| 2015       | A Beautiful Now                    | Jaki                     |                                                                      |
| 2015       | Zipper                             | Ellie Green              |                                                                      |
| Televisión |                                    |                          |                                                                      |
| Año        | Título                             | Rol                      | Notas                                                                |
| 2008       | Cold Case                          | Nadia Koslov             | 1 episodio                                                           |
| 2008       | Gemini Division                    | Nadia                    | 1 episodio                                                           |
| 2009       | Melrose Place                      | Abby Douglas             | 1 episodio                                                           |
| 2010       | Agatha Christie's Poirot           | Condesa Andrenyi         | 1 episodio                                                           |
| 2010       | Smallville                         | Mera                     | 1 episodio                                                           |
| 2011       | NCIS                               | Adriana Gorgova          | 1 episodio                                                           |
| 2012-2013  | Magic City                         | Judi Silver              | Elenco principal                                                     |
| 2014       | Agents of S.H.I.E.L.D.             | Lorelei                  | 2 episodios                                                          |
| 2014       | Matador                            | Margot                   | 3 episodios                                                          |
| 2014-2015  | Revenge                            | Louise Ellis-Ross        | Temporada 4 Elenco recurrente (ep. 1-14) Elenco principal (ep 15-23) |
| 2016       | Timeless                           | Judith Campbell          | 1 episodio                                                           |
| 2017       | The Gifted                         | Sonya Simonson / Dreamer | Rol secundario; 9 episodios                                          |
| 2018-2019  | Twin Peaks                         |                          |                                                                      |